# Aires Ali

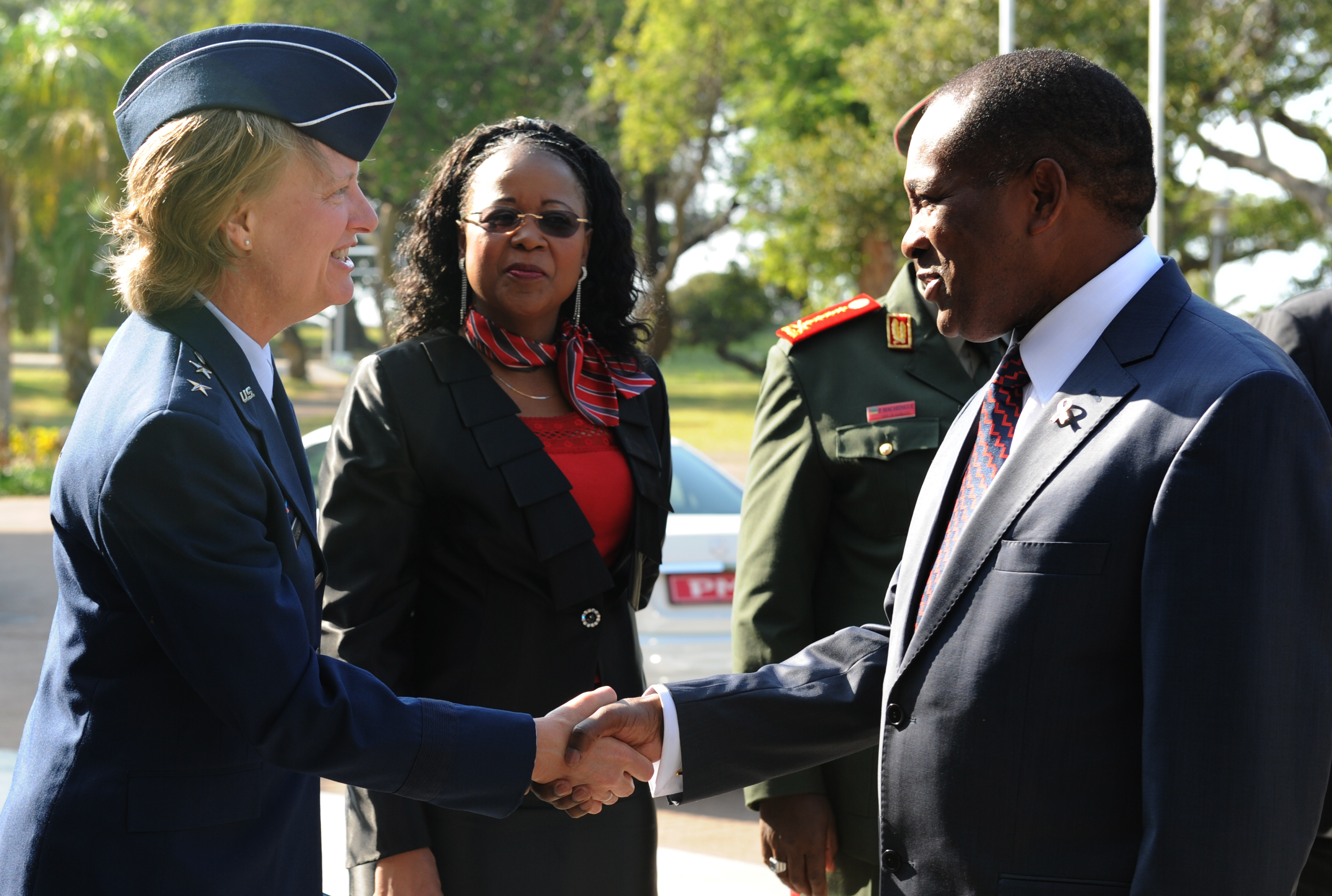
Aires Ali (rechts) mit Maj. Gen. Barbara Faulkenberry, Leiterin der Logistik des US-Afrika-Kommandos (2012)

Aires Bonifácio Baptista Ali (* 6. Dezember 1955 in Unango) ist ein mosambikanischer Politiker. Er gehört der Frente de Libertação de Moçambique (FRELIMO) an.

## Leben
Ali stammt aus der Provinz Niassa im Norden von Mosambik. Er arbeitete ab 1976 als Lehrer an der FRELIMO Secondary School in Namaacha im Distrikt Namaacha. 1977 wurde er Schulleiter (Director) der Francisco Manyanga Secondary School in Maputo. Von 1980 bis 1986 war Ali Leiter des staatlichen Erziehungswesens (Provincial Director of Education) in der Provinz Nampula im Osten Mosambiks. In den Jahren 1989/1990 arbeitete er als Bürochef des damaligen Ministers für Erziehung und Kultur. 1991–1992 war er als National Director of School Social Welfare Programmes zuständig für die staatlichen Förderprogramme für Schulen und sonstige Bildungseinrichtungen.
1995–2000 war er Gouverneur der Provinz Niassa, anschließend 2000–2004 Gouverneur der Provinz Inhambane im Süden Mosambiks. 
2005 wurde er Minister für Erziehung und Kultur, nachdem das Ministerium für Kultur mit dem Bildungsministerium zusammengelegt worden war und damit wieder denselben Zuschnitt wie kurz nach der Unabhängigkeit Mosambiks erhalten hatte. Ali löste 2005 den unter Korruptionsverdacht stehenden Minister Alcido Nguenha ab.
Er war einer der Unterzeichner der Botschaft aus Amman (Amman Message).
Am 16. Januar 2010 wurde Aires Ali vom mosambikanischen Staatspräsidenten Armando Guebuza zum Ministerpräsidenten Mosambiks ernannt. Er trat damit die Nachfolge von Luísa Diogo an. Ali ist ein langjähriger persönlicher Freund von Guebuza und wurde als dessen möglicher Nachfolger gehandelt.
Am 8. Oktober 2012 wurde Ali im Zuge einer Regierungsumbildung von Alberto Vaquina abgelöst. Später war er Botschafter Mosambiks in der Volksrepublik China, wurde aber im Oktober 2017 von Präsident Filipe Nyusi abberufen. Seine Nachfolgerin in Peking wurde Maria Gustava.